# سری موکستار صاحیب
سری موکستار صاحیب (به انگلیسی: Sri Muktsar Sahib) یک زیستگاه انسانی در هند است که در پنجاب (هند) واقع شده‌است.

## خصوصیات
سری موکستار صاحیب  ۱۱۷٬۰۸۵ نفر جمعیت دارد و ۱۸۴ متر بالاتر از سطح دریا واقع شده‌است.